# O Imitador de Homens
O Imitador de Homens (em inglês: Mockingbird) é um romance de ficção científica do escritor americano Walter Tevis, publicado em 1980, pela editora Doubleday. No Brasil foi publicado em 2020, pela Editora Rádio Londres, com tradução de Alexandre Barbosa de Souza.
A obra foi indicada para o Prêmio Nebula de Melhor Romance.

## Enredo
O livro começa com Spofforth, o androide Reitor da Universidade de Nova York, tentando o suicídio; ele viveu por séculos, mas anseia pela morte. 
Spofforth traz para a universidade um professor humano, Paul Bentley. Bentley é autodidata no aprendizado da ler e escrita, a partir de um filme com palavras que combinam com as de uma cartilha infantil. Spofforth desconfia de Bentley pelo se conhecimento da leitura e por ele querer ensiná-la a seus alunos. Spofforth aproveita seu conhecimento de outra forma, dando a ele a tarefa de decodificar os títulos escritos em filmes mudos antigos. 
Em um zoológico, Bentley conhece Mary Lou. Juntos eles aprimoram o conhecimento de Bentley sobre a leitura e escrita e a leitura, até que são separados por Spofforth.
A partir daí Bentley inicia sua jornada na descoberta de si mesmo e na busca de voltar a viver com Mary Lou.

## Avaliações
Anne McCaffrey escreveu: "Eu li outros romances extrapolando os perigos da informatização, mas O Imitador de Homens me fisgou, pelo escritor, por ser mais profundo. A noção, a possibilidade, de que as pessoas possam de fato perder a habilidade, e pior, o desejo de ler, torna-se extremamente provável." 
Quando a obra foi republicada, em 1999, com uma introdução de Jonathan Lethem, Pat Holt escreve que, "O livro muitas vezes parece uma combinação de 1984 e Admirável Mundo Novo, com uma pitada do filme Fuga de Nova York."
Resenhando a edição de 1999, James Sallis declarou que "O Imitador de Homens faz ruir todas as outras formas de perversões autodestrutiva e indomáveis da humanidade, crueldade e gentileza, em sua narrativa de humor negro do desejo de morte de um robô."

## Adaptação para o Cinema
Em 20 de abril de 2022, foi anunciado que Alma Har'el dirigirá uma adaptação cinematográfica do livro, com produção da Searchlight Pictures.